# Bairro das Estacas
O Bairro das Estacas, situado no Bairro de Alvalade, também conhecido como estudo de conjunto da célula 8, é considerado um exemplo de arquitectura moderna para a época. Apesar de propor estrutura habitacional sobre pilotis e de abrir o quarteirão, não quebra com o pedido no plano, mudam apenas o nome do logradouro, que passa a ser um local público. Conseguimos identificar no Bairro de Alvalade conceitos urbanísticos diversos de outros modelos de cidade, no entanto, não se limita a reinterpretar esses modelos, faz uma síntese de todos os elementos e influências.
Este bairro situa-se no concelho de Lisboa pertencendo à zona do centro da cidade, limitado pela linha do comboio, Avenida Almirante Gago Coutinho, Avenida dos Estados Unidos da América e Avenida da República. A zona de Alvalade desde os seus primeiros estudos que é entendida como uma zona de grande privilégio à expansão da cidade, uma vez que os seus terrenos eram fáceis de negociar e pelo seu amplo espaço que dava a oportunidade de desenhar traços generosos. Os primeiros estudos de desenho urbano acontecem de 1938-39 sendo concluído em 1942 com a participação do arquitecto-urbanista Faria da Costa, sofrendo em 1944 grandes alterações.
O projecto dos arquitectos Rui Jervis Atouguia e Sebastião Formosinho Sanchez propõe uma leitura diferente do habitual. Nesta sugerem a abertura do quarteirão nos topos, criando espaços verdes e espaços públicos, contrariando o tradicional quarteirão totalmente fechado. Outra das propostas inovadoras é a elevação do edificado sobre pilotis.Estes alternam com espaços comerciais, proporcionando espaços abertos e fechados permitindo uma livre circulação pedonal.

## Bairro das Estacas
A proposta do Bairro das Estacas baseava-se na construção de uma série de blocos de edifícios de habitação, perpendiculares a estrada, paralelos entre si que viriam a substituir os grandes quarteirões que haviam sido previstos no plano. Estes blocos estão assentes sobre pilotis, que deu origem ao seu nome, permitindo a ocupação da sua parte inferior como um extenso espaço verde, dando prioridade ao percurso pedonal e qualificando a mesma zona. Os arquitectos responsáveis pela concretização deste projecto, como já identificados, foram Ruy Jervis Athouguia e Sebastião Formosinho Sanches, sendo este bairro premiado na Bienal de S. Paulo bem como prémio Municipal de Arquitectura de 1954, uma vez que rompeu com o modelo de arquitectura tradicional, que tanto era o gosto no Estado Novo, afastando-se de uma arquitectura de regime para o modernismo.
Também designado por Zona Comercial a opção por vazar o piso térreo fez com que fosse possível o acesso directo aos logradouros, ocupando-os com comércio, estes passaram a ser também tratados como espaços verdes de lazer, ficando deste modo a ser espaços de utilização pública, que foi objeto do projecto paisagístico de Gonçalo Ribeiro Telles.
Como já havia sido referido, os edifícios organizados em blocos são desenvolvidos segundos os cinco pontos para uma nova arquitectura que Le Corbusier defendia, a cobertura em laje coberta por chapa ondulada permitindo que o desenho dos objetos permanecem puros, grandes vãos em comprimento e varandas corridas moduladamente interrompidas com grelhas de betão, com quebra luzes verticais na fachada poente de maneira a controlar a incidência solar. São tornados como dados programáticos os valores da topografia, da insolação, do programa, das zonas verdes úteis, da racionalidade e do funcionalismo.
A construção deste bairro deu-se por finalizada em 1951, sendo a novidade o edifício habitacional do lote 1, que se apresenta como um bloco de doze pisos, assente sobre pilotis, fazendo a ligação da célula 8 à Avenida de Roma.
O afastamento da construção tradicional, com a abertura dos quarteirões fazem a diferenciação entre as ruas principais e as secundárias. A libertação do solo, a disposição do edificado por causa da insolação, bem como, as vistas muito mais apelativas (?) são um novo legado na arquitectura moderna. Os vários edifícios fundem-se, formando um conjunto habitacional de maior volume possibilitando do que o tradicional, a abertura de espaços verdes com a possibilidade da passagem de peões é outra das características da arquitectura moderna.  Na construção do edificado verifica-se a repetição dos elementos, tornando-o monótono. A materialidade do conjunto consiste numa estrutura de betão armado, pilares, vigas e lages maciças; a cobertura é também em lage de fibrocimento ondulado e possui o algeroz ao centro.
O Bairro das Estacas passa a ser assim também considerado um paradigma de Alvalade devido à opção dos arquitectos por elevar o volume de maneira a criar um vazio no seu piso térreo, o que fez com que houvesse uma maneira nova de ver os logradouros, uma vez que se tornaram espaços públicos.